# Nuno Artur Silva
Nuno Artur Neves Melo da Silva (Lisboa, 5 de outubro de 1962), mais conhecido apenas como Nuno Artur Silva, é um escritor ficcionista, dramaturgo, argumentista, empresário, produtor, programador, apresentador e administrador português. É um dos fundadores das Produções Fictícias. Foi administrador da RTP de 2015 a 2018 e foi, entre outubro de 2019 e março de 2022, o Secretário de Estado do Cinema, Audiovisual e Média do XXII Governo Constiucional Português. Desse modo, passou a ter a tutela da regulação da RTP, 20 meses depois de ter deixado a administração da empresa pública.

## Biografia
Estudou no Liceu Pedro Nunes, tendo estudado na área artístico-cultural. Foi nesse liceu que teve a oportunidade de integrar um grupo de teatro anarquista.
Licenciou-se em Línguas e Literaturas Modernas pela Universidade Nova de Lisboa e foi professor do ensino básico e secundário. Na época da faculdade, escreveu algumas peças de teatro com Rui Cardoso Martins, chegando a criar um grupo de teatro de peças cómicas.
Começou a escrever humor no início da década de 1990, enviando textos, até que um dia conseguiu uma entrevista com José Nuno Martins. Estreou-se em 1990 como autor de sketches de humor para televisão com o programa Joaquim Letria (RTP2), produzido por José Nuno Martins, Thilo Krassman, Fialho Gouveia e Vitor Mamede, nos estúdios Edipim . O realizador era António Carlos Rebesco (Pipoca). A dupla  José Pedro Gomes e Miguel Guilherme convidaram-no a escrever após sugestão de José Nuno Martins . Miguel saiu ao fim de poucos meses sendo substituído por António Feio. Depois destacou-se ao trabalhar para Herman José no programa "Parabéns" onde começou por fazer as aberturas.
Fundou em 1993 as Produções Fictícias, agência e rede criativa, tendo sido director geral. Foi também  Director Criativo e co-autor de projectos e programas como: Herman Zap, Herman Enciclopédia, Contra Informação, Não És Homem Não És Nada, O Programa da Maria, Paraíso Filmes, Manobras de Diversão, O Inimigo Público, Urgências, Voz, Isto Não É Um Recital de Poesia, É A Cultura Estúpido, A História Devida, Os Contemporâneos, Herman 2010/11 e Estado de Graça.
Foi também fundador e director Geral do Canal Q, propriedade das Produções Fictícias.
Foi administrador e assessor criativo de direcção de programas da RTP desde Fevereiro de 2015 até janeiro de 2018, quando foi anunciado pelo Conselho Geral Independente (CGI) da RTP que Nuno Artur Silva não seria reconduzido no cargo devido, segundo o CGI, à "irresolução do conflito de interesses" entre a posição de Nuno Artur Silva "na empresa [RTP] e os seus interesses patrimoniais privados".
Em 2018, após a saída da RTP, passou a trabalhar como freelancer. Organizou o projeto "O Gosto dos Outros" na Fundação Gulbenkian.

## Trabalhos

### Teatro
- Coautor do espectáculo As Passagens do Tempo, 2009.
- Coautor do projecto de peças curtas Urgências, 2004.
- Coautor da peça Conspiração, 2004.
- Coautor da peça Portugal, uma Comédia Musical, 2004
- Co-Autor da adaptação para teatro de O que diz Molero, de Dinis Machado, 1994.

### Televisão
- Autor e anfitrião dos programas Mapa, Os Culturistas e Nas Nuvens, no canal português de televisão por cabo Canal Q.
- Autor e apresentador do documentário “O que nos faz rir – o Humor no País do Fado”, RTP, 2012, no âmbito da exposição “Riso” da Fundação EDP, 2012/13, de que foi um dos comissários.
- Apresentador e coordenador do programa O Eixo do Mal, no canal português de televisão por cabo SIC Notícias.
- Assessor Criativo da direção de Programas do canal público português de televisão RTP, 1996/97.

## Obras

### Principais livros publicados
- As Aventuras De Filipe Seems / banda desenhada (com desenhos de António Jorge Gonçalves)
- A Tribo dos Sonhos Cruzados, Ed. Asa, 2003;
- As Passagens Do Tempo, Ed. Cotovia, 2000.
- O Rapaz De Papel, guião gráfico para peça de teatro musical (com desenhos de João Fazenda), Ed. Cadernos Da Bedeteca / Cotovia, 1999.
- Co-Autor do livro/disco e peça de teatro infantil Bom Dia Benjamim, 1998.
- Ao serviço de sua Majestade: uma selecção de textos para Herman José 1992-1996/ textos de Nuno Artur Silva... [et al.]e ilustrações de João Fazenda, 1996
- A História Do Tesouro Perdido, Ed. Asa, 1994;
- À Procura do F.I.M., banda desenhada (com desenhos de António Jorge Gonçalves), Ed. Instituto Português de Museus, 1994.
- Ana, Ed. Asa, 1993.
- A Elaboração Dos Acasos, (com Luís Miguel Viterbo), Ed. &Etc., 1989.
- Onde o Olhar, Ed. Indício, 1986.

### DVD
- Caixa com DVD, incluindo a versão teatral da Conspiração e os três álbuns, Ed. Asa, 2009;